# Нікольське (Совєтський район)
Ні́кольське (рос. Никольское) — село у складі Совєтського району Алтайського краю, Росія. Адміністративний центр Нікольської сільської ради.

## Населення
Населення — 777 осіб (2010; 859 у 2002).
Національний склад (станом на 2002 рік):
- росіяни — 92 %